# Mercy Moim
Mercy Sukuku Moim est une joueuse kényane de volley-ball née le 1er janvier 1989.

## Biographie
Elle fait partie de l'équipe du Kenya féminine de volley-ball, avec laquelle elle participe au Championnat du monde 2010, au championnat du monde 2018,.
Elle remporte la médaille d'or des Jeux africains de 2019. 
Elle dispute le Championnat d'Afrique féminin de volley-ball 2019, terminant à la 2e place ; elle remporte le prix de la meilleure serveuse à l'issue de la compétition.
Le 16 juillet 2021, elle est nommée porte-drapeau de la délégation kényane aux Jeux olympiques d'été de 2020 à Tokyo, conjointement avec le joueur de rugby à sept Andrew Amonde.
Elle dispute le Championnat d'Afrique féminin de volley-ball 2021, terminant à la 2e place ; elle remporte le prix de la meilleure réceptionneuse à l'issue de la compétition.

## Clubs
- 2005–2006  Kenya Commercial Bank
- 2007–2014  Kenya Prisons
- 2014–2015  LiigaPloki
- 2015-2016  Oriveden Ponnistus
- 2016-2017  Azerrail Baku
- 2017-2018  Kenya Prisons

## Palmarès

### En sélection
- Médaille d'or des Jeux africains de 2019
- Médaille d'or du Championnat d'Afrique féminin de volley-ball 2013
- Médaille d'argent du Championnat d'Afrique féminin de volley-ball 2019
- Médaille d'argent du Championnat d'Afrique féminin de volley-ball 2021
- Médaille de bronze des Jeux africains de 2023

### Distinctions individuelles
- Meilleure serveuse du Championnat d'Afrique féminin de volley-ball 2019
- Meilleure réceptionneuse du Championnat d'Afrique féminin de volley-ball 2021